# 공포탄

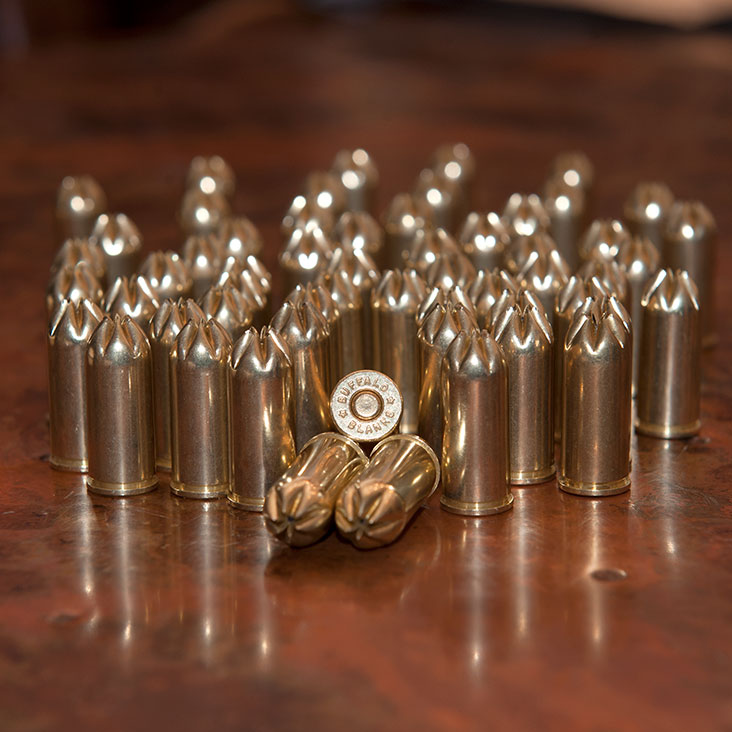
권총용 공포탄

공포탄(空砲彈, blank)은 일반 포성처럼 포섬광(muzzle flash)과 폭발음을 발생시키는 화기탄으로, 화기는 발사체(실탄)를 발사하지 않고도 작동할 수 있다. 공포탄은 탄도학적 결과의 필요가 없으나 빛과 음향이 필요한 발사 시뮬레이션에 종종 사용된다. (역사 재현, 극장 음향, 방송, 전투 훈련 등) 또, 공포탄은 사격 스포츠, 낚시, 일상 레크리에이션 분야에서도 사용된다.
공포탄은 실제 탄약보다 덜 위험하지만 무해한 것으로부터는 거리가 멀다. 뜨거운 폭발 기체 외에 충전재와 같은 물체들이 빠른 속도로 발사되어 가까운 거리에서 손상을 입힐 수 있다.